# Kenji Ogura
Kenji Ogura (japanisch 小椋 健司 Ogura Kenji; * 8. Juni 1995) ist ein japanischer Leichtathlet, der sich auf den Speerwurf spezialisiert hat.

## Sportliche Erfolge
Erste internationale Erfahrungen sammelte Kenji Ogura im Jahr 2017, als er bei der Sommer-Universiade in Taipeh mit einer Weite von 74,82 m den neunten Platz im Speerwurf belegte. 2021 siegte er mit 81,63 m beim Denka Athletics Challenge Cup und im Jahr darauf schied er bei den Weltmeisterschaften in Eugene mit 78,48 m in der Qualifikationsrunde aus. 2023 verpasste er bei den Weltmeisterschaften in Budapest mit 76,65 m den Finaleinzug und belegte dann bei den Asienspielen in Hangzhou mit 77,87 m den fünften Platz.